# Powers (televíziós sorozat)
Powers 2015 és 2016 között vetített amerikai szuperhős sorozat, amelyet Brian Michael Bendis és Charlie Huston alkotott, az azonos című képregény alapján. A főbb szerepekben Sharlto Copley, Susan Heyward, Noah Taylor, Olesya Rulin és Adam Godley látható.
Amerikában 2015. március 10-én a PlayStation Network, Magyarországon 2021. április 8-án a Viasat 6 mutatta be.
Két évad után törölték a sorozatot.

## Ismertető
Egy olyan világban, ahol az emberek és a "Titánok" nevű szuperhősök egymás mellett élnek, az egykori Titán, Christian Walker gyilkossági nyomozóként dolgozik, miután elvették tőle a saját erejét. Ő és társa, Deena Pilgrim a Los Angeles-i rendőrség Titánok osztályán dolgoznak, és olyan bűncselekményekben nyomoznak, amelyekben szuperemberek érintettek, akik egyszerre bűnüldöző hősök és erre szakosodott reklámügynökségek által menedzselt popsztárok.

## Szereplők

### Főszereplők
| Szereplő                    | Színész         | Magyar hang   | Leírás |
| --------------------------- | --------------- | ------------- | --- |
| Christian Walker / Diamond  | Sharlto Copley  | Juhász Zoltán | A Titánok osztály nyomozója. Egykor elpusztíthatatlan szuperhős volt, aki képes volt repülni, és az egyik legelismertebb hős volt. Az erejét azonban később korábbi mentora, Wolfe elvette tőle.                                                                                                 |
| Deena Pilgrim               | Susan Heyward   | Lamboni Anna  | Christian társa a Titánok osztályon. Az apja egy sikeres nyugdíjas rendőr, akit mindenki csodál. |
| Johnny Royalle              | Noah Taylor     | Seder Gábor   | Wolfe másik pártfogoltja és Christian Walker egykori barátja. Ő a tulajdonosa a Here and Gone Clubnak, ahol a fiatalabb Titánok gyakran összejön. Képessége, hogy akaratából teleportálja magát és azokat a tárgyakat vagy embereket, akikkel kapcsolatba kerül.                                 |
| Calista Secor               | Olesya Rulin    | Laudon Andrea | Önfejű lány, valószínűleg hajléktalan. Ő egy "wannabe", mivel Titánok körül lóg, abban a hitben, hogy egy nap majd felébrednek a saját képességei. Az a szándéka, hogy az erejét bántalmazó apja ellen használja, amiért bántotta az anyját.                                                     |
| Emile Cross kapitány        | Adam Godley     | Gyurin Zsolt  | A Titánok osztály vezetője. Nem kedveli az összes Titánt, és gyakran vitatkozik Christiannal és Deenával. |
| Krispin Stockley            | Max Fowler      | Czető Ádám    | Christian elhunyt egykori rendőrtársának tizenéves fia. |
| Janis Sandusky / Retro Girl | Michelle Forbes | Pap Katalin   | Nagyon népszerű, világhírű Titán, aki Christiannal járt, amikor fiatalok voltak. Miután Christian elvesztette az erejét, elhidegültek egymástól. Képességei közé tartozik az emberfeletti erő, a sebezhetetlenség és a repülés.                                                                  |
| Wolfe                       | Eddie Izzard    | Beratin Gábor | A valaha született talán legerősebb és legveszélyesebb Titán, képes akarata szerint elszívni mind az emberek, mind az Powerek életerejét, egyre erősebbé és erősebbé válva ezzel, és számos olyan képességet táplálva, amelyek közé tartozik az extrém erő, a sebesség és a masszív regeneráció. |
| Patrick / SuperShock        | Michael Madsen  | Kőszegi Ákos  | Három évszázados Titán hős, aki Retro Girl halála után visszatér 40 éves visszavonultságából. A híres Unity csapat tagja volt Retro Girl és Cobalt Knight mellett, és talán ő a legerősebb élő Titán.                                                                                            |

### Mellékszereplők
| Szereplő                  | Színész         | Magyar hang            | Leírás |
| ------------------------- | --------------- | ---------------------- | --- |
| Zora                      | Logan Browning  | Pekár Adrienn          | Virágzó Power gyerek, aki képes manipulálni a fényt. Csodálja Christiant, és a menedzsmentje arra ösztönzi, hogy ő legyen a következő Power nagyágyú. |
| Harley Cohen / Triphammer | Andrew Sensenig | Dózsa Zoltán           | Erővel nem rendelkező hős, dupla amputált lábú, és tudományos zseni, aki a legmodernebb páncélzatot tervezte a bűnözés elleni küzdelemhez. A Christian és Retro Girl által alkotott szuperhőscsapat egykori tagja, most a Powers börtönére vigyáz.                               |
| Simons                    | Aaron Farb      | Haagen Imre            | Royalle asszisztense. Képes több másolatot készíteni magáról, mindegyiknek saját gondolataival és személyiségével. Általában arra használja az erejét, hogy segítsen Royalle-nak, ami magában foglalja a klubjának vezetését és a terveinek megvalósításában való közreműködést. |
| Kutter                    | Justice Leak    | Moser Károly           | Nyomozó a Powers osztályon. Christian barátja és tiszteli őt, bár gyakran összevesznek. |
| Dr. Halál                 | David Ury       | Katona Zoltán          | Temetkezési vállalkozó, aki a Powers Divíziónak dolgozik. Nem jön ki jól Deenával. |
| Angela Lange / Lynx       | Tricia Helfer   | Mohácsi Nóra           | Titán hősből lett kormányügynök. Schlag társával együtt dolgozik, mint közvetítő a Titán osztály és a szövetségi kormány között. Szintén Christian egykori szerelme. |
| Terrance Pelham           | Jason Wesley    | Horváth-Töreki Gergely | A Powers That Be televíziós riportere. |

### Magyar változat
- Bemondó: Korbuly Péter
- Magyar szöveg: Pozsgai Rita
- Hangmérnök és vágó: Nikodém Norbert
- Gyártás- és produkciós vezető: Balog Gábor
- Szinkronrendező: Balog Mihály

A szinkront a Balog Mix Stúdió készítette el.

## Évados áttekintés
| Rész | Rész | Epizód | Eredeti sugárzás  | Eredeti sugárzás  | Eredeti adó         | Magyar sugárzás    | Magyar sugárzás  | Magyar adó |
| Rész | Rész | Epizód | Évadbemutató      | Évadzáró          | Eredeti adó         | Évadbemutató       | Évadzáró         | Magyar adó |
| ---- | ---- | ------ | ----------------- | ----------------- | ------------------- | ------------------ | ---------------- | ---------- |
|      | 1    | 10     | 2015. március 10. | 2015. április 18. |                     | 2021. április 8.   | 2021. június 10. |            |
|      | 2    | 10     | 2016. május 31.   | 2016. július 19.  | 2021. szeptember 9. | 2021. november 11. |                  |            |

## Epizódok

### 1. évad (2015)
| Sor. | Év. | Cím                                               | Rendező        | Író                                 | Premier                             |
| ---- | --- | ------------------------------------------------- | -------------- | ----------------------------------- | ----------------------------------- |
| 1.   | 1.  | Titánok (Pilot)                                   | David Slade    | Charlie Huston                      | 2015. március 10. 2021. április 8.  |
| 2.   | 2.  | A régi erő (Like a Power)                         | David Slade    | Charlie Huston                      | 2015. március 10. 2021. április 15. |
| 3.   | 3.  | Kell az erő (Mickey Rooney Cries No More)         | David Petrarca | David Paul Francis                  | 2015. március 10. 2021. április 22. |
| 4.   | 4.  | Ördög a zsákban (Devil in a Garbage Bag)          | David Petrarca | Allison Moore                       | 2015. március 17. 2021. április 29. |
| 5.   | 5.  | Gyásznak (Paint It Black)                         | Bill Eagles    | Julie Siege                         | 2015. március 24. 2021. május 6.    |
| 6.   | 6.  | Búcsúztató (The Raconteur of the Funeral Circuit) | Mikael Salomon | Allison Moore és David Paul Francis | 2015. március 31. 2021. május 13.   |
| 7.   | 7.  | Kiszálltam (You Are Not It)                       | Aaron Lipstadt | Remi Aubuchon és Allison Moore      | 2015. április 7. 2021. május 20.    |
| 8.   | 8.  | Aha Shake Heartbreak (Aha Shake Heartbreak)       | Tim Hunter     | Julie Siege                         | 2015. április 14. 2021. május 27.   |
| 9.   | 9.  | 13-as (Level 13)                                  | Bill Eagles    | Brian Michael Bendis                | 2015. április 21. 2021. június 3.   |
| 10.  | 10. | Bassza meg a rém (F@#K the Big Chiller)           | Mikael Salomon | Charlie Huston és Allison Moore     | 2015. április 28. 2021. június 10.  |

### 2. évad (2016)
| Sor. | Év. | Cím                                           | Rendező           | Író                  | Premier                              |
| ---- | --- | --------------------------------------------- | ----------------- | -------------------- | ------------------------------------ |
| 12.  | 1.  | Caracas, 1967 (Caracas, 1967)                 | Mikael Salomon    | Remi Aubuchon        | 2016. május 31. 2021. szeptember 9.  |
| 13.  | 2.  | Az évszázad temetése (Funeral of the Century) | Rod Hardy         | Brian Michael Bendis | 2016. május 31. 2021. szeptember 16. |
| 14.  | 3.  | Hell Night                                    | Mikael Salomon    | David Simkins        | 2016. május 31. 2021. szeptember 23. |
| 15.  | 4.  | Tüzet lopok (Stealing Fire)                   | Jonathan Frakes   | Ben Edlund           | 2016. június 7. 2021. szeptember 30. |
| 16.  | 5.  | Akció indul (Shaking the Tree)                | David Solomon     | Allison Moore        | 2016. június 14. 2021. október 7.    |
| 17.  | 6.  | Requiem (Requiem)                             | Aaron Lipstadt    | Linda McGibney       | 2016. június 21. 2021. október 14.   |
| 18.  | 7.  | Eredet (Origins)                              | J. Miller Tobin   | David Simkins        | 2016. június 28. 2021. október 21.   |
| 19.  | 8.  | A szellem nyomában (Chasing Ghosts)           | Matt Earl Beesley | Mac Marshall         | 2016. július 5. 2021. október 28.    |
| 20.  | 9.  | Sárkányölők (Slain Dragons)                   | Aaron Lipstadt    | Brian Michael Bendis | 2016. július 12. 2021. november 4.   |
| 21.  | 10. | Örökség (Legacy)                              | Mikael Salomon    | Michael Avon Oeming  | 2016. július 19. 2021. november 11.  |

## A sorozat készítése
A Sony Pictures 2001-ben jogot szerzett a sorozatra filmgyártás céljából. 2009-ben kezdődött meg a Powers tévésorozat fejlesztése az FX-en, a sorozat próbaepizód írója Brian Michael Bendis volt. 2011 februárjában jelentették be, hogy a sorozat zöld utat kapott a Sony Pictures Television és az FX Networks koprodukciójaként. 2011 májusában Charles S. Dutton lett az első szereplő, amikor májusban aláírt Cross kapitány szerepére. Júniusban bejelentették a heteken belül esedékes chicagoi forgatásokat. A következő héten Lucy Punch kapta meg Deena Pilgrim szerepét. Bár a pletykák szerint Kyle Chandler volt az esélyes Walker szerepére, végül Jason Patric kapta meg a szerepet. 2011 júniusban Carly Foulkes kapta meg Retro Girl szerepét, Bailee Madison pedig Calistát.
A  forgatása 2011. július elején kezdődött Chicagóban, és augusztus elején ért véget. Novemberben az FX elkezdte átdolgozni és újraforgatni a bevezető részt.
A sorozat az FX premierje helyett a PlayStation Network első tévésorozata lett, és 2014 decemberében jelentették be, hogy kizárólag PlayStation konzolokon streamelhető. Még abban az évben nyáron Susan Heyward, Max Fowler és Adam Godley kapta meg Deena Pilgrim, Krispin Stockley és Cross kapitány szerepét. Eddie Izzard, Noah Taylor és Olesya Rulin Wolfe, Johnny Royalle és Calista szerepét kapta, Sharlto Copley Christian Walker, Michelle Forbes pedig Retro Girl szerepét kapta.